# Lichun
Lìchūn (pīnyīn), Risshun (rōmaji) eller Ipchun/Ripch'un (romaja) (kinesiska och japanska: 立春; koreanska: 입춘(S)/립춘(N); vietnamesiska: Lập xuân; bokstavligen ”våren infaller”) är den första solarperioden i den traditionella östasiatiska lunisolarkalendern (kinesiska kalendern), som delar ett år i 24 solarperioder (節氣). Lichun börjar när solen når den ekliptiska longituden 315°, och varar till den når longituden 330°. Termen hänvisar dock oftare till speciellt den dagen då solen ligger på exakt 315° graders ekliptisk longitud. I den gregorianska kalendern börjar lichun vanligen omkring den 4 februari och varar till omkring den 18 februari (ofta 19 februari ostasiatisk tid).

## Pentader
Varje solarperiod kan indelas i tre pentader (候): Första pentaden (初候), andra pentaden (次候) och sista pentaden (末候). Ett år har alltså 72 pentader och för lichun gäller:
Kina
- Första pentaden: Dōng Fēng Jiě Dòng (traditionell kinesiska: 東風解凍; förenklad kinesiska: 东风解冻; bokstavligen ”östanvind och tö”)
- Andra pentaden (traditionell kinesiska: 蟄蟲始振; förenklad kinesiska: 蛰虫始振; pinyin: zhé chóng shǐ zhèn; bokstavligen ”övervintrande insekter vaknar upp”)
- Sista pentaden (traditionell kinesiska: 蟄蟲始振; förenklad kinesiska: 蛰虫始振; pinyin: zhé chóng shǐ zhèn; bokstavligen ”fiskar simmar uppåt nära is”)

Japan
- Första pentaden: 東風解凍
- Andra pentaden: 黄鶯睍睆
- Sista pentaden: 魚上氷

## Traditioner
Lichun innebär traditionellt början av våren i östasiatiska kulturer. Kinesiska nyåret firas vid den här tiden. Bönder fira ofta början av lichun med speciella byevenemang, dyrkan och offer till gudarna och ceremonier för ett lycksaligt och välmående nytt år. I Kina äts chūnbǐng (春餅) denna dag.
I lunisolarkalendern kan nyårsdagen vara före eller efter lichun. Ett år utan lichun kallas för 無春年 (år utan vår). 無春年 är också känt som 寡婦年 (änkeår) i norra Kina eller 盲年 (blint år) i södra Kina.
I Kina har lichun varit böndernas dag sedan 1941.
I Singapore brukar man sätta in pengar på bankkonton på lichun då många tror att det kommer att medföra lycka.

## Populärkultur